# Nefeš
Nefeš (množina: nefašot) je semitski spomenik, postavljen v bližini groba, tako da ga je mogoče videti od daleč.

## Nabateja
V nabatejskem votivnem napisu iz sirskega Salhada je aramejska gomila kamnov, postavljena v spomin, opisana kot »za Allat in njen wgr«, izraz, izenačen s hasaitskim nefešem (Allat ali Elat je bila beseda uporabljena za označevanje različnih boginj na starodavnem Bližnjem vzhodu.). V sabejskem jeziku bi ta izraz lahko pomenil tumulus nad grobnico, v arabščini pa bi ta izraz lahko pomenil jamo ali grobnico. Izraz nefeš je povezan tudi z grško stelo.
V anikonski kulturi, nabatejski predstavitvi božanstev ni bilo figuralnih podob. Povezane z betili so nefeš služili kot anikonske spominske oznake za mrtve. V nasprotju z izraelsko prepovedjo grabnih podob, nabatejski anikonizem omogoča antropomorfni prikaz božanstev, vendar daje prednost nefiguralnim slikam. Betili so ena oblika nabatejske anikonske skulpture. Pogosto razloženo kot predtsavitev Dušare, osrednjega nabatejskega božanstva, se betili pojavljajo v najrazličnejših oblikah, skupinah in nišah. Ta različica kaže na to, da so betili lahko reprezentativni tudi za druga božanstva.
Nabatejski nefeš je stoječi kamen, oblike obeliska, ki ima na vrhu pogosto cvet / konico ali stilizirano krošnjo. Te strukture so v grobem vklesane ali vrezane v reliefu nosijo ime pokojnika. Pojavijo se zunaj in znotraj grobnic, nekateri so vgravirane v bližini ali v votivni niši. Kljub temu pa je veliko nefešev mogoče najti nepovezanih z nagrobniki, mnogi so na poti do Petre ali vzdolž drugih štrlečih kamnitih ploskev, kot skozi Sik. Primer te vrste pogrebnega označevalca je v Grobnici obeliskov in triklinij Bab el-Siq, Petra, Jordanija.

## Jeruzalem
Nekateri primeri spomeniške pogrebne skulpture v bližini Jeruzalema vsebujejo napise, ki vključujejo izraz nefeš, beseda pa je splošno sprejeta kot sklicevanje na piramidno strukturo nad ali ob grobnici.

### Abšalomova grobnica
Abšalomova grobnica stoji med skupino grobnic v Jeruzalemu, pomemben primer pogrebne arhitekture poznega drugega templja. Spodaj levo od vhoda v grobnico je v grščini vpisana beseda nefeš. V tem kontekstu je grški nefeš preveden kot dve hebrejsko-aramejski besedi kot nefeš in qubr, ki se zdaj razlaga kot mešanica 'grobnice' in 'stele'. Izklesana skala je tako spomin, ki vzbuja bistvo ali duha pokojnika.

### Jazonova grobnica
Jazonova grobnica, datirana v 1. stoletje pred našim štetjem, nosi aramejski napis, ki pravi: »ker sem za vas sestavil grobnico (nefeš) in spomenik (qubr), naj bo mir v Jer [u] za [le] mu«.

### Grobnica Benei Hezira
Grobnica Benei Hezirja ima hebrejski napis, ki pravi: »To je grobnica in stela / memorial (nefeš) Eleazarja ...«.